# Asociación Deporte Sin Insultos
La Asociación Deporte Sin Insultos es una entidad sin ánimo de lucro creada en noviembre de 2010 para promover el deporte como instrumento educativo, de cohesión social, condenando muestras de violencia y fomentando juego limpio.
La asociación tiene sede en el municipio malagueño de Benalmádena y está compuesta por cinco miembros vinculados al mundo del deporte.
Su presidente es Ángel Andrés Jiménez Bonillo, que debutó como árbitro el 29 de enero de 1994. Desde entonces, ha estado presente en todas las categorías hasta Regional Preferente como árbitro principal. Incluso participó en Tercera División, aunque en este caso como linier. Se retiró en el 2003, y volvió a los terrenos de juego en el 2006 para arbitrar a la base del fútbol español, a las futuras estrellas de este deporte.

## Convenios de colaboración
Andalucía
- Ángel Andrés Jiménez Bonillo (Cofundador y árbitro andaluz)
- Ayuntamiento de Benalmádena[4]
- Atlético Benamiel Club de Fútbol[5]
- Federación Andaluza de Baloncesto[6]

Islas Baleares
- Asociación Deportiva PalmaEsports[7]
- Comité Balear de Árbitros de Fútbol[8]
- Club Levante Patronato[9]

Comunidad Foral de Navarra
- Ayuntamiento de Corella[10][11][12]
- Desde La Banda - Fútbol Navarro[13]
- José Antonio Delgado López (Cofundador y árbitro del Comité Navarro de Árbitros de Fútbol)[14]

Región de Murcia
- Escuela de Fútbol Sala de Águilas[15]

Madrid
- Escuela de Fútbol Aluche[16][15]